# Istigobius goldmanni
Istigobius goldmanni es una especie de peces de la familia de los Gobiidae en el orden de los Perciformes.

## Morfología
Los machos pueden llegar a alcanzar los 6 cm de longitud total.

## Distribución geográfica
Se encuentra desde Filipinas hasta Fiyi, Taiwán, el noroeste de Australia y el sur del Queensland (Australia) , y Tonga.

## Observaciones
Es inofensivo para los humanos.